# Биниш (Караш-Северин)
Биниш (рум. Biniș) насеље је у Румунији у округу Караш-Северин у општини Доклин. Oпштина се налази на надморској висини од 192 m.

## Прошлост
По "Румунској енциклпедији" се први пут помиње у документима 1371. године.
Аустријски царски ревизор Ерлер је 1774. године констатовао да место припада Карашовском округу, Вршачког дистрикта. Становништво је било претежно влашко.

## Становништво
Према подацима из 2002. године у насељу је живело 816 становника, од којих су сви румунске националности.